# Фингъринг
Фингъринг (на английски: Fingering) е сравнително нов термин, който обуславя проникване във вагина или анус с пръсти (от английски "finger" - пръст). Най-често се използва в сексуален контекст, като с него се описва сексуално проникване с цел задоволяване на партньорката или самозадоволяване извършвано от самата нея. Обикновено жените и подрастващите момичета в много от случаите мастурбират чрез фингъринг, като по този начин изпитват чувство възможно най-близко до това с проникването на пенис във влагалището им. Може да се използват един или повече пръсти.